# هاري بوتر وحجر الفيلسوف (لعبة فيديو)
هاري وحجر الفلاسفة (بالإنجليزية: Harry Potter and the Philosopher's Stone)‏ هي لعبة فيديو إلكترونية من نوع قفز على منصة والسحر والمغامرات وعالم مفتوح وهي مقتبسة من قصة شهيرة، صدرت في عام 2001 وهي متوفرة على إكس بوكس وبلاي ستيشن وبلاي ستيشن 2 وغيم كيوب وويندوز، وهي من نشر إلكترونيك أرتس وتطوير أرغوناوت سوفتوير ووارنر برذرز إنترآكتيف إنترتيمنت وهي الجزء الأول من سلسلة هاري بوتر للألعاب.

## روابط خارجية
- هاري بوتر أند ذا سورسررز ستون على موقع IMDb (الإنجليزية)